# Fabienne Kocher
Fabienne Kocher (13 de junio de 1993) es una deportista suiza que compite en judo. Ganó una medalla de bronce en el Campeonato Mundial de Judo de 2021, en la categoría de –52 kg.

## Palmarés internacional
| Campeonato Mundial | Campeonato Mundial | Campeonato Mundial | Campeonato Mundial |
| Año                | Lugar              | Medalla            | Categoría          |
| ------------------ | ------------------ | ------------------ | ------------------ |
| 2021               | Budapest (Hungría) | Medalla de bronce  | –52 kg             |